# Radovickë
Radovickë – wieś położona w południowo-wschodniej części Albanii w gminie Çlirim. Wieś znajduje się 115 kilometrów od stolicy państwa, Tirany.